# 朱凌凌
朱凌凌（英語：Juicyning）為香港的男子戲劇表演組合暨獨立樂隊，成立於2005年9月，成員全為香港演藝學院畢業生－包括凌智豪（白只）、楊偉倫（阿卵）、陳文進（阿Chris）、朱栢謙（朱謙）及朱栢康（朱康），以搞笑加憤怒加不拘一格加奇離造型著名。樂隊音樂方向是致力以音樂改變生命，希望讓人們反省生命並重整價值觀，同時亦與世界分享我們之生活體驗，把朱凌凌的音樂傳送世界。
樂隊名稱諧音朱玲玲（香港小姐），來自創始成員凌智豪及朱栢謙、朱栢康兄弟的姓氏。由於凌身材高大魁梧，被戲謔一個人的份量比朱氏兄弟兩個加起來還要大，故連樂隊名稱「凌」字也要佔雙份。
2007年，朱凌凌獲得叱咤樂壇流行榜頒獎典禮叱咤樂壇生力軍組合銀獎、新城勁爆頒獎禮新城勁爆新登場組合及第八屆華語音樂傳媒大獎最佳新樂團。

## 唱片
- 《Stage Dive (CD+DVD)》（2007年8月）
- 《GOODBYE BADBYE (CD)》（2009年5月）

## 派台歌曲成績
| 派台歌曲成績   | 派台歌曲成績 | 派台歌曲成績 | 派台歌曲成績 | 派台歌曲成績 | 派台歌曲成績 | 派台歌曲成績 |
| -------------- | ------------ | ------------ | ------------ | ------------ | ------------ | ------------ |
| 大碟           | 歌曲         | 903          | RTHK         | 997          | TVB          | 備註         |
| 2006年         |              |              |              |              |              |              |
| Stage Dive     | 李英愛       | 16           | -            | -            | -            |              |
| 2007年         |              |              |              |              |              |              |
| Stage Dive     | 我D骨好痛    | 19           | 7            | -            | -            |              |
| Stage Dive     | 李白         | 18           | -            | -            | -            |              |
| 2009年         |              |              |              |              |              |              |
| Goodbye Badbye | Cloud        | -            | -            | -            | -            |              |
| Goodbye Badbye | Relationship | -            | -            | -            | -            |              |

| 各台冠軍歌總數 | 各台冠軍歌總數 | 各台冠軍歌總數 | 各台冠軍歌總數 | 各台冠軍歌總數    |
| -------------- | -------------- | -------------- | -------------- | ----------------- |
| 903            | RTHK           | 997            | TVB            | 備註              |
| 0              | 0              | 0              | 0              | 四台冠軍歌總數：0 |

- （*）表示仍在榜上
- 粗體表示冠軍歌

## 舞台劇
- 好戲量 《搏到單車變摩托@真的散Band了》（2008年1月）
- PIP劇場 《仲夏夜之夢》（2008年4月）
- 東亞娛樂有限公司 《再．見理想BEYOND》（2008年9月）
- PIP劇場 《詹瑞文棟篤SHOW: 笑林十八窮人》（2009年）
- 舞合劇場 《單程路》(2010年4月)
- 香港小交響樂團 《電視金曲今晚夜》音樂會(2010年7月)
- 團劇團 《謀殺現場》（2015年4月）[朱栢謙+朱栢康+白只+楊偉倫]
- 榞劇場 《在牛池灣轉角遇上彩虹》（2017年4月-5月）[朱栢謙+朱栢康+楊偉倫]
- 人類崛起 《囍雙飛》（2021年4月) [朱栢康+白只+楊偉倫]
- 100毛 《大MK日》 (2021年6月-7月) [朱栢謙+白只+楊偉倫]
- 達摩工作室 《Laugh Vacation》（2023年10月-11月）[朱栢謙+白只+楊偉倫]

## 電視劇
| 播放年份 | 劇集名稱                          | 參與成員                   | 飾演角色                |
| 2014年   | 《老表，你好hea！》（無線電視）   | 楊偉倫（阿卵）             | 比 利                   |
| 2017年   | 《午夜伴廊》（香港電視娛樂ViuTV） | 白 只 楊偉倫 朱栢謙 朱栢康 | Gordon 譚 盾 權 哥 德成 |
| 2019年   | 《教束》（香港電視娛樂ViuTV）     | 朱栢謙                     | 梁智揚                  |
| 2020年   | 《打天下》（香港電視娛樂ViuTV）   | 朱栢康                     | 李一當                  |
| 2021年   | 《大叔的愛》（香港電視娛樂ViuTV） | 楊偉倫（阿卵）             | 方梓平                  |
| 2022年   | 《IT狗》（香港電視娛樂ViuTV）     | 朱柏謙                     | 萬鈞                    |
| 2022年   | 《940920》（香港電視娛樂ViuTV）   | 朱柏康                     | 月／天朗                |
| 2022年   | 《I SWIM》(MakerVille ViuTV)      | 楊偉倫                     | 焦Sir                   |

## 演唱會
- 《作樂革命》  大角咀必發道104 - 106號1樓（2005年9月6日至8日）
- 《The War/RAW》  大角咀必發道104 - 106號（2006年7月13日至16日）
- 《朱凌凌優噏演唱會》 大角咀必發道104 - 106號2樓（2009年4月10日至12日）
- 《朱凌凌Pump it up! Groovy night歌舞夜》九龍灣國際展貿中心 - 三樓演講廳（2009年12月14日）
- 《開放音樂》香港藝術中心 外面空地（2009年12月18日）
- 《有機、公平貿易及環保展覽暨音樂會2010》數碼港（2010年3月20日）
- 《電視金曲今晚夜》(特別嘉賓/主持) 香港大會堂音樂廳  （2010年7月23日至24日）
- 《圍音樂 ‧ 圍你音樂會》天比高天黑黑盒（2010年12月2日）
- 《無三不成多媒體音樂會》將軍澳VTC綜藝館（2011年4月19日）
- 《朱凌凌排練演唱會》大角咀必發道104-106號二樓戲劇工廠 （2011年8月4日至7日）
- 《朱凌凌高格調演唱會》柴灣青年廣場Y 綜藝館 （2011年9月29日至10月1日）

## 奬項
2007年:
- 叱咤樂壇流行榜頒獎典禮—叱咤樂壇生力軍組合銀獎
- 新城勁爆頒獎典禮—新城勁爆新登場組合
- 第八屆華語音樂傳媒大獎—最佳新樂團

## 訪問
- 第八届华语传媒音乐奖赢家[永久]
- 朱凌凌終於搵啱經理人 （页面存档备份，存于）
- 朱凌凌再闖樂壇有新作 （页面存档备份，存于）
- 朱凌凌甩音搞Gag （页面存档备份，存于）
- 朱凌凌冇膽開大騷 （页面存档备份，存于）
- 五戇男夾Band 愈唱愈驚「朱凌凌」撼抵Sammi （页面存档备份，存于）
- 「朱凌凌」這支樂隊型得起